# Бланкенберг (Мекленбург)
Бланкенберг (њем. Blankenberg) општина је у њемачкој савезној држави Мекленбург-Западна Померанија. Једно је од 76 општинских средишта округа Пархим. Према процјени из 2010. у општини је живјело 427 становника. Посједује регионалну шифру (AGS) 13060004.

## Географски и демографски подаци
Бланкенберг се налази у савезној држави Мекленбург-Западна Померанија у округу Пархим. Општина се налази на надморској висини од 20 метара. Површина општине износи 21,3 km².

## Становништво
У самом мјесту је, према процјени из 2010. године, живјело 427 становника. Просјечна густина становништва износи 20 становника/km².